# مایا اوشتاشفسکا
مایا اوشتاشفسکا (لهستانی: Maja Ostaszewska؛ زادهٔ ۳ سپتامبر ۱۹۷۲) بازیگر اهل لهستان است. وی از سال ۱۹۹۳ میلادی تاکنون مشغول فعالیت بوده‌است.
از فیلم‌ها یا برنامه‌های تلویزیونی که وی در آن نقش داشته است، می‌توان به فرصت دوباره، کلانگور، در خوشی و سختی، دستورالعمل زندگی، همبستگی، همبستگی...، یانوشیک: روایتی واقعی، تشخیص، دلیری ایرنا سندلر، کاتین و جک استرانگ اشاره کرد.